# Reprezentacja Litwy w rugby union mężczyzn
Reprezentacja Litwy w rugby union mężczyzn – zespół rugby union, biorący udział w imieniu Litwy w meczach i sportowych imprezach międzynarodowych, powoływany przez selekcjonera, w którym mogą występować wyłącznie zawodnicy posiadający obywatelstwo tego kraju, mieszkający w nim, bądź kwalifikujący się ze względu na pochodzenie rodziców lub dziadków. Za jego funkcjonowanie odpowiedzialny jest Lietuvos regbio federacija, członek Rugby Europe i World Rugby.

## Rozgrywki międzynarodowe

### Puchar świata w rugby
- 1987 – nie brała udziału (była częścią ZSRR)
- 1991 – nie brała udziału
- 1995 – nie zakwalifikowała się
- 1999 – nie zakwalifikowała się
- 2003 – nie zakwalifikowała się
- 2007 – nie zakwalifikowała się
- 2011 – nie zakwalifikowała się
- 2015 – nie zakwalifikowała się
- 2019 – nie zakwalifikowała się